# Muzică serială
Muzica serială (sau Serialism) este un curent în muzica contemporană, care s-a dezvoltat în primii ani după al Doilea Război Mondial.

## Istoric
Termenul a fost introdus în anul 1947 de către muzicologul francez René Leibowitz. Muzica serială reprezintă o continuare a dezvoltării dodecafonismului lui Arnold Schönberg și este compusă după reguli stricte. În timp ce la dodecafonism doar succesiunea înălțimii tonurilor este supusă unei reguli precise, în muzica serială tehnica compoziției se bazează pe ordonarea tuturor parametrilor muzicali (înălțime, durată, intensitate, timbru) în succesiuni și proporții stabilite, zise serii, de unde și denumirea acestui curent. Această idee a unei muzici pure rezultă din dorința de a crea o muzică de o mare claritate, lipsită de redundanță, nesiguranță și arbitrajul gustului personal.
În timp ce Schönberg și Alban Berg nu rup în totalitate legăturile cu muzica tradițională, Anton Webern începe să utilizeze fără compromisuri serialitatea dodecafonică. Acest compozitor devine un model și un punct de referință la cursurile estivale organizate la Darmstadt, frecventate de Luigi Nono, Karlheinz Stockhausen, Luciano Berio, György Ligeti și alți compozitori, muzicologi și interpreți. Prima compoziție în care sunt aplicate cu strictețe regulile seriale este piesa pentru pian întutulată Mode de valeur et d'intensié a lui Olivier Messiaens.

## Diverse forme
Serialismul s-a extins ulterior sub diferite forme: Serialism integral, Muzică punctuală, Compoziție de grup, Muzică statistică. Un caz extrem prin modificarea materialului instrumental îl reprezintă muzica electronică.
Piese reprezentative pentru muzica serială sunt considerate: Structures pentru două piane de Pierre Boulez și Kontra-Punkte și Gruppen pentru trei orchestre de Karlheinz Stockhausen.
Printre cei mai importanți compozitori de muzică serială se numără:
- Luciano Berio
- Pierre Boulez
- Karlheinz Essl
- Karel Goeyvaerts
- Hanns Jelinek
- Gottfried Michael Koenig
- Luigi Nono
- Claudio Santoro
- Karlheinz Stockhausen